# Ludwig von Reuter
Hans Hermann Ludwig von Reuter (9. února 1869 – 18. prosince 1943) byl německý admirál, který velel německé námořní flotě, když byla na konci první světové války internována ve Scapa Flow v severním Skotsku. Dne 21. června 1919 nařídil její potopení, aby Britům zabránil v zabavení lodí.

## Život
Reuter se narodil v Gubenu do pruské vojenské rodiny. Jeho otec, plukovník, byl zabit ve francouzsko-pruské válce. Matka byla neuznanou nemanželskou dcerou Arnošta II. Sasko-Kobursko-Gothského, takže Reuter byl příbuzný britského krále Jiřího V. V roce 1885 se na popud matky stal kadetem v německém císařském námořnictvu. Ve věku 17 let byl v roce 1888 povýšen na podporučíka námořnictva a v roce 1910 se stal kapitánem a velel křižníku Yorck.
Dva měsíce po vypuknutí první světové války byl jmenován kapitánem bitevního křižníku Derfflingfer, kterému pak velel během bitvy u Dogger Banku. V září 1915 se stal komodorem a velitelem Čtvrté průzkumné skupiny pěti lehkých křižníků (Stuttgart, Hamburg, München, Stettin a Frauenlob), které velel během bitvy u Jutska. V listopadu 1916 byl povýšen na kontradmirála a byl jmenován velitelem Druhé průzkumné skupiny, flotily šesti lehkých křižníků včetně jeho vlajkové lodi Königsberg. Této skupině velel během operace odminování, která vedla k druhé bitvě u Helgolandské zátoky v listopadu 1917. Po překvapivém útoku početnějších britských lodí pod palbou úspěšně stáhl svou skupinu pod ochranu bitevních lodí Kaiser a Kaiserin. Reuter pak byl v srpnu 1918 jmenován velitelem průzkumných sil a První průzkumné skupiny, a nahradil tak Franze von Hippera.

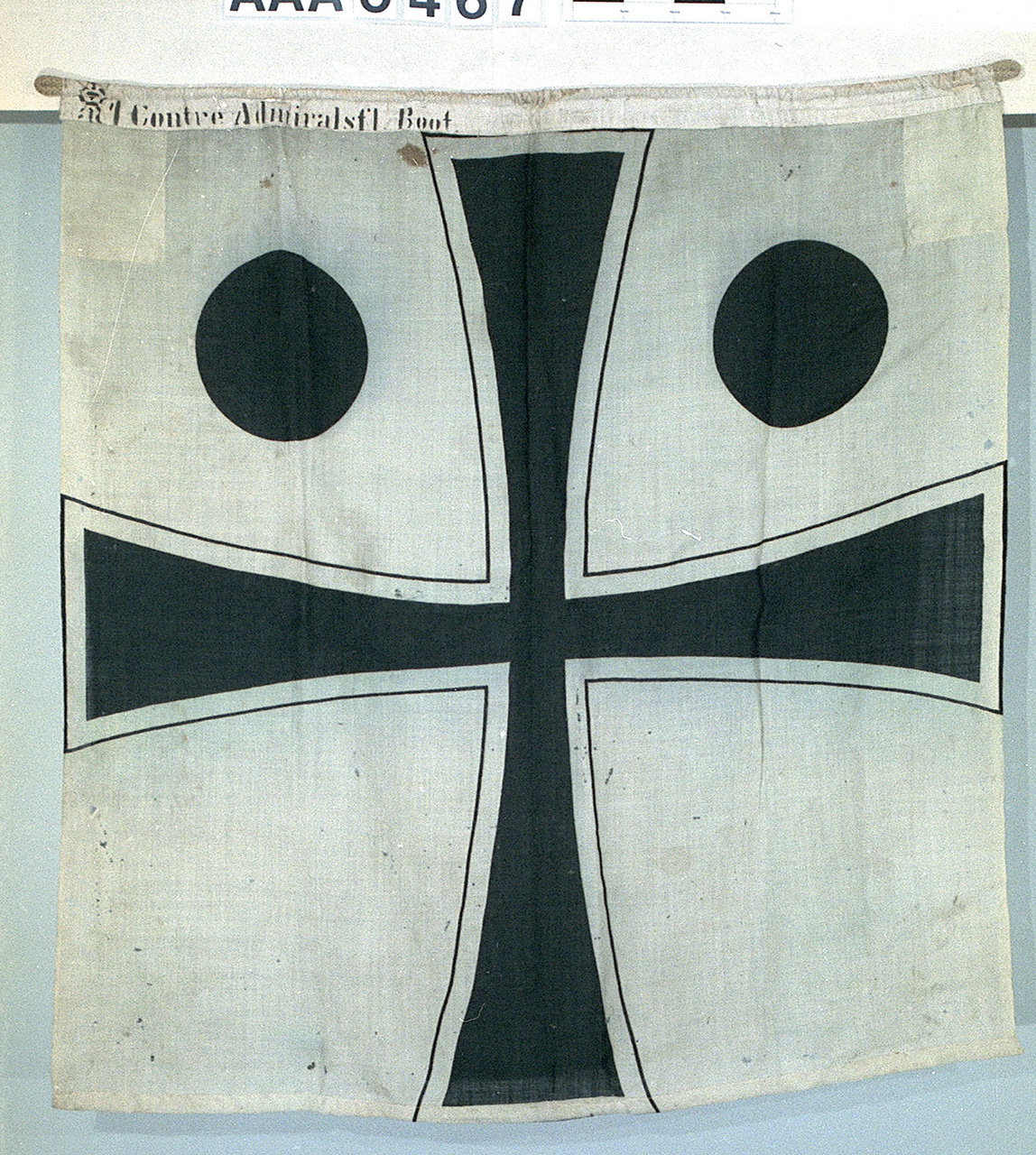
Von Reuterova velitelská vlajka, údajně vyzvednutá z Hindenburgu po jeho potopení ve Scapa Flow

Po příměří, které ukončilo první světovou válku, byl kontradmirál von Reuter požádán, aby převzal velení nad flotou, která měla být internována ve Scapa Flow, dokud se o jejím konečném osudu nerozhodne ve Versailles. Admirál Franz von Hipper, vrchní velitel Širokomořského loďstva, odmítl vést své lodě do internace. Protestoval tak proti zabavení floty Británií a jejímu přemístění do britského válečného přístavu místo na neutrální kotviště, jak bylo původně dohodnuto.
Jak se blížil termín podpisu Versailleské smlouvy německou delegací, Reuter očekával, že bude své lodě muset předat vítězným Spojencům. Aby tomu zabránil, 21. června 1919 s použitím neobvyklého vlajkového signálu, na kterém se němečtí velitelé dříve dohodli, nařídil potopit všech 74 lodí. Britové nevěděli, že německé lodě jsou na tuto akci již dávno připraveny. Během pěti hodin se ve Scapa Flow potopilo 10 bitevních lodí, pět bitevních křižníků, pět lehkých křižníků a 32 torpédoborců. Bitevní loď Baden, tři lehké křižníky Emden, Nürnberg a Frankfurt a 14 torpédoborců uvízlo na břehu, když britští vojáci ve službě včas zasáhli a odtáhli je na mělkou vodu. Na hladině zůstaly pouze čtyři torpédoborce. Devět německých námořníků bylo zabito a 16 zraněno panikařícími britskými strážemi buď na palubách svých lodí, nebo na záchranných člunech během veslování k pevnině (včetně Waltera Schumanna, kapitána lodi Markgraf).
Reutera v Británii hanobili a spolu s dalšími 1773 důstojníky a muži ze zbývajících posádek floty se stal válečným zajatcem. V Německu byl oslavován jako hrdina, který ochránil čest námořnictva. Zatímco většina uvězněných Němců byla brzy propuštěna, Reuter byl mezi malou skupinou těch, kteří zůstali uvězněni v Británii. Nakonec byl propuštěn a koncem ledna 1920 se konečně vrátil do vlasti.

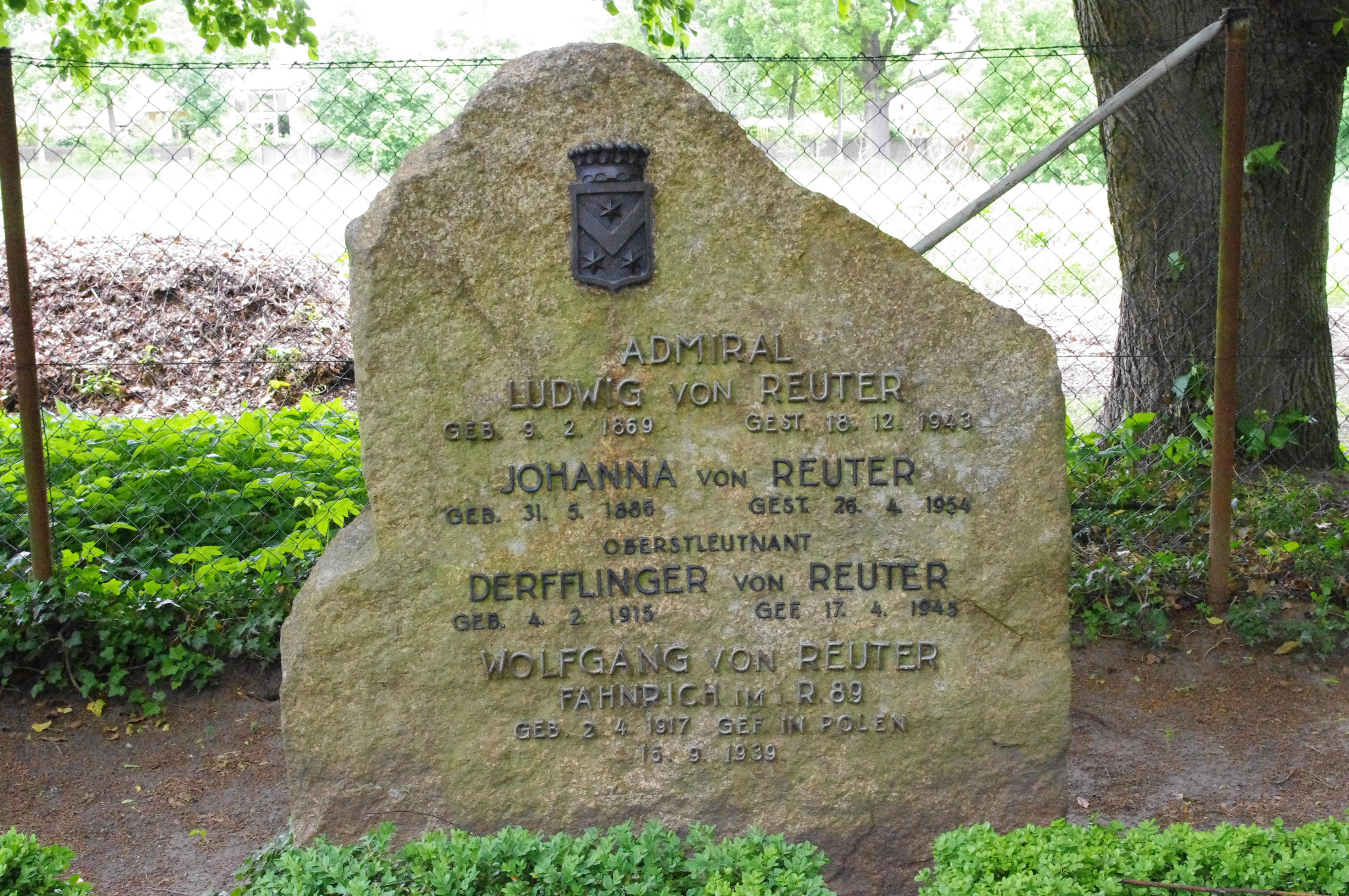
Hrob

Pět měsíců po svém návratu z Británie byl Reuter požádán, aby odešel z námořnictva. Versailleská smlouva donutila Německo drasticky zmenšit velikost válečného námořnictva, takže pro Reutera vzhledem k jeho hodnosti a věku nezbylo vhodné velitelské místo. Přestěhoval se do Postupimi a později se stal státním radou. Napsal také knihu o potopení své floty s názvem Scapa Flow: Hrob německé floty. Dne 29. srpna 1939 byl u příležitosti 25. výročí bitvy u Tannenbergu povýšen do hodnosti admirála.
Reuter zemřel v Postupimi na infarkt 18. prosince 1943.